# Орден части (Република Српска)
Орден части је установљен одлуком Народне скупштине Републике Српске 25. јула 2002. године, то јесте допуном система одликовања Републике Српске дефинисаним Уставом Републике Српске у коме се каже: „ордени су јавно државно признање Републике Српске које се додјељује лицима или институцији за изузетне заслуге према држави.”
Орден части  је основан је у два реда. Први ред је Орден части са златним зрацима, а други ред је Орден части са сребрним зрацима. На реверсу звијезде исписано је: „Истина не може постојати без добра” Република Српска 2002, године. Орден части са златним и сребрним зрацима додјељује се установама, организацијама и појединцима који се нарочито истичу у афирмацији људских права, толеранцији међу људима и народима, владавини права и слобода као и оним појединцима и организацијама које својим признатим и јавним радом и резултатима доприносе јачању угледа Републике Српске.

### Изглед и траке одликовања
| Орден са златним зрацима | Орден са сребрним зрацима |
| ------------------------ | ------------------------- |
| Траке одликовања         |                           |
|                          |                           |

## Одликовани
- Поводом Дана Републике, 2012. године предсједник Републике Српске Милорад Додик уручио је Орден части са златним зрацима бискупу бањалучком Фрањи Комарици, а постхумно рабину Јеврејске заједнице у РС, Јозефу Атијасу.[2]
- Предсједник Републике Српске Милорад Додик уручио је 25. јула 2013. године представницима Гласа Српске Орденом части са златним зрацима поводом седамдесет година од оснивања овог листа.[3]
- Предсједник Републике Српске Милорад Додик одликовао је 5. маја 2016. године у Бањалуци градоначелника израелског града Модин Хаима Биваса Орденом части са златним зрацима, због пријатељских односа Републике Српске и Израела.[4]
- Предсједник Републике Српске Милорад Додик 27. јуна 2016. године је у Андрићграду уручио Орден заставе Републике Српске са сребрним вијенцем бившем предсједнику Уругваја Хосе Мухики.[5]
- Носилац Ордена части са златним зрацима Републике Српске, је био и Милорад Екмечић.[6]
- Поводом Дана републике 2015. предсједник Републике Српске Милорад Додик одликовао је 2015. Орденом части са златним зрацима проф. др Андреаса Цукермана, кардиохирурга и директора Клинике за трансплантацију срца у Универзитетској болници у Бечу.[7]
- Поводом дана Републике Српске предсједник Жељка Цвијановић одликовала је Орденом части са златним зрацима доц. др сц. мед. Радоја Симића, специјалисту дјечије хирургије и директора Института за здравствену заштиту мајке и детета "Др Вукан Чупић", Београд[8]